# Historique des dirigeants des régions tchèques
 (août 2023).
 (août 2023).

## Présidents par région

### Bohême-Centrale
| Nom | Nom                 | Parti    | Dates            | Dates            |
| --- | ------------------- | -------- | ---------------- | ---------------- |
|     | Petr Bendl          | ODS      | 18 décembre 2000 | 24 novembre 2008 |
|     | David Rath          | ČSSD     | 24 novembre 2008 | 16 mai 2012      |
|     | Zuzana Moravcíková  | ČSSD     | 16 mai 2012      | 20 novembre 2012 |
|     | Josef Rihák         | ČSSD     | 20 novembre 2012 | 27 juin 2014     |
|     | Milos Petera        | ČSSD     | 27 juin 2014     | 18 novembre 2016 |
|     | Jaroslava Jermanová | ANO 2011 | 18 novembre 2016 | En fonction      |

### Bohême-du-Sud
| Nom | Nom           | Parti | Dates            | Dates            |
| --- | ------------- | ----- | ---------------- | ---------------- |
|     | Jan Zahradník | ODS   | 18 décembre 2000 | 24 novembre 2008 |
|     | Jirí Zimola   | ČSSD  | 24 novembre 2008 | 27 avril 2017    |
|     | Ivana Stráská | ČSSD  | 27 avril 2017    | En fonction      |

### Hradec Králové
| Nom | Nom           | Parti | Dates            | Dates            |
| --- | ------------- | ----- | ---------------- | ---------------- |
|     | Pavel Bradík  | ODS   | 19 décembre 2000 | 12 novembre 2008 |
|     | Lubomír Franc | ČSSD  | 12 novembre 2008 | 14 novembre 2016 |
|     | Jirí Stepán   | ČSSD  | 14 novembre 2016 | En fonction      |

### Karlovy Vary
| Nom | Nom               | Parti    | Dates            | Dates            |
| --- | ----------------- | -------- | ---------------- | ---------------- |
|     | Josef Pavel       | ODS      | 18 décembre 2000 | 13 novembre 2008 |
|     | Josef Novotný     | ČSSD     | 13 novembre 2008 | 2 février 2015   |
|     | Eva Valjentová    | KSČM     | 2 février 2015   | 9 mars 2015      |
|     | Martin Havel      | ČSSD     | 9 mars 2015      | 22 novembre 2016 |
|     | Jana Vildumetzová | ANO 2011 | 22 novembre 2016 | En fonction      |

### Liberec
| Nom | Nom               | Parti | Dates            | Dates            |
| --- | ----------------- | ----- | ---------------- | ---------------- |
|     | Pavel Pavlík      | ODS   | 19 décembre 2000 | 10 décembre 2004 |
|     | Petr Skokan       | ODS   | 10 décembre 2004 | 28 novembre 2008 |
|     | Stanislav Eichler | ČSSD  | 28 novembre 2008 | 27 novembre 2012 |
|     | Martin Puta       | SLK   | 27 novembre 2012 | En fonction      |

### Moravie-du-Sud
| Nom | Nom               | Parti    | Dates            | Dates            |
| --- | ----------------- | -------- | ---------------- | ---------------- |
|     | Stanislav Juránek | KDU-ČSL  | 20 décembre 2000 | 21 novembre 2008 |
|     | Michal Hasek      | ČSSD     | 21 novembre 2008 | 16 novembre 2016 |
|     | Bohumil Šimek     | ANO 2011 | 16 novembre 2016 | En fonction      |

### Moravie-Silésie
| Nom | Nom              | Parti    | Dates            | Dates            |
| --- | ---------------- | -------- | ---------------- | ---------------- |
|     | Evžen Tošenovský | ODS      | 21 décembre 2000 | 13 novembre 2008 |
|     | Jaroslav Palas   | ČSSD     | 13 novembre 2008 | 9 novembre 2012  |
|     | Miroslav Novák   | ČSSD     | 9 novembre 2012  | 10 novembre 2016 |
|     | Ivo Vondrák      | ANO 2011 | 10 novembre 2016 | En fonction      |

### Olomouc
| Nom | Nom               | Parti    | Dates            | Dates            |
| --- | ----------------- | -------- | ---------------- | ---------------- |
|     | Jan Brezina       | KDU-ČSL  | 21 décembre 2000 | 2 décembre 2004  |
|     | Ivan Kosatík      | ODS      | 2 décembre 2004  | 14 novembre 2008 |
|     | Martin Tesarík    | ČSSD     | 14 novembre 2008 | 19 novembre 2012 |
|     | Jirí Rozboril     | ČSSD     | 19 novembre 2012 | 8 novembre 2016  |
|     | Oto Kosta         | ANO 2011 | 8 novembre 2016  | 27 février 2017  |
|     | Ladislav Oklestek | ANO 2011 | 27 février 2017  | En fonction      |

### Pardubice
| Nom | Nom              | Parti   | Dates            | Dates            |
| --- | ---------------- | ------- | ---------------- | ---------------- |
|     | Roman Línek      | KDU-ČSL | 19 décembre 2000 | 2 décembre 2004  |
|     | Michal Rabas     | ODS     | 2 décembre 2004  | 5 novembre 2007  |
|     | Roman Línek      | KDU-ČSL | 5 novembre 2007  | 21 février 2008  |
|     | Ivo Toman        | ODS     | 21 février 2008  | 15 novembre 2008 |
|     | Radko Martínek   | ČSSD    | 15 novembre 2008 | 2 novembre 2012  |
|     | Martin Netolický | ČSSD    | 2 novembre 2012  | En fonction      |

### Plzeň
| Nom | Nom             | Parti | Dates            | Dates            |
| --- | --------------- | ----- | ---------------- | ---------------- |
|     | Petr Zimmermann | ODS   | 18 décembre 2000 | 14 novembre 2008 |
|     | Milada Emmerová | ČSSD  | 14 novembre 2008 | 9 septembre 2010 |
|     | Milan Chovanec  | ČSSD  | 9 septembre 2010 | 27 janvier 2014  |
|     | Václav Slajs    | ČSSD  | 27 janvier 2014  | 21 novembre 2016 |
|     | Josef Bernard   | ČSSD  | 21 novembre 2016 | En fonction      |

### Prague
| Nom | Nom              | Parti    | Dates            | Dates            |
| --- | ---------------- | -------- | ---------------- | ---------------- |
|     | Jan Kasl         | ODS      | 1998             | 29 mai 2002      |
|     | Petr Svec        | ODS      | 29 mai 2002      | 15 juillet 2002  |
|     | Igor Nemec       | ODS      | 15 juillet 2002  | 28 novembre 2002 |
|     | Pavel Bém        | ODS      | 28 novembre 2002 | 30 novembre 2010 |
|     | Bohuslav Svoboda | ODS      | 30 novembre 2010 | 23 mai 2013      |
|     | Tomás Hudecek    | TOP 09   | 23 mai 2013      | 26 novembre 2014 |
|     | Adriana Krnácová | ANO 2011 | 26 novembre 2014 | 15 novembre 2018 |
|     | Zdenek Hrib      | Pirate   | 15 novembre 2018 | En fonction      |

### Ústí nad Labem
| Nom | Nom               | Parti | Dates            | Dates            |
| --- | ----------------- | ----- | ---------------- | ---------------- |
|     | Jirí Sulc         | ODS   | 22 décembre 2000 | 26 novembre 2008 |
|     | Jana Vanhová      | ČSSD  | 26 novembre 2008 | 20 novembre 2012 |
|     | Oldrich Bubenícek | KSČM  | 20 novembre 2012 | En fonction      |

### Vysočina
| Nom | Nom              | Parti   | Dates            | Dates            |
| --- | ---------------- | ------- | ---------------- | ---------------- |
|     | Frantisek Dohnal | KDU-ČSL | 20 décembre 2000 | 7 décembre 2004  |
|     | Milos Vystrcil   | ODS     | 7 décembre 2004  | 14 novembre 2008 |
|     | Jirí Behounek    | ČSSD    | 14 novembre 2008 | En fonction      |

### Zlín
| Nom | Nom              | Parti   | Dates            | Dates            |
| --- | ---------------- | ------- | ---------------- | ---------------- |
|     | Frantisek Slavík | KDU-ČSL | 21 décembre 2000 | 8 décembre 2004  |
|     | Libor Lukás      | ODS     | 8 décembre 2004  | 12 novembre 2008 |
|     | Stanislav Misák  | ČSSD    | 12 novembre 2008 | 2 novembre 2016  |
|     | Jiří Čunek       | KDU-ČSL | 2 novembre 2016  | En fonction      |